# Americanah
Americanah (engelska: Americanah) är en roman av den nigerianska författaren Chimamanda Ngozi Adichie. Den handlar om en ung nigeriansk kvinna, Ifemelu, som emigrerar till USA för universitetsstudier. Det är en rik och komplex historia om kärlek, rasism och klass i Afrika i USA i vår egen tid.

## Handling
Ifemelu och Obinze blir kära redan i tonåren i Nigeria. Ifemelu får ett visum för att studera i USA, och meningen är att Obinze ska följa efter. Men attacken mot World Trade Center kommer emellan. Män från afrikanska länder får ännu svårare att ta sig dit. Obinze och Ifemelu tappar bort varandra men vi får följa deras historier parallellt.  
I USA går för det mesta bra för Ifemelu, hon får vänner och har förhållanden, och startar en uppmärksammad blogg om öppen och dold rasism i USA. För aldrig har hon varit så medveten om begreppet ras som där. Bloggen blir så populär att hon kan leva på reklamintäkterna och hon blir inbjuden till olika seminarier och föreläsningar vid universitetet i Princeton där hon bor. Blogginlägg och mejl är en del av texten och således tar Americanah upp ämnen bidrar därför till diskussioner kring dold rasism och fördomar mot svarta i dagens USA. Ifemelu funderar mycket kring bland annat hår. En stor del av boken är skriven när Ifemelu sitter hos frisören och hur hon kämpar med att få sitt afro rakt. Till slut, efter många år av att försöka anpassa sig, så slutar Ifemelu att lägga tid och pengar på att få håret rakt, hon slutar att försöka låta så amerikansk som möjligt och hon börjar förbereda sig för sin hemresa till Lagos. 
Obinze reser till Storbritannien men kastas ut för att han saknat papper. Till slut går det bra för honom också. Väldigt bra. Han blir en rik man i Nigeria, gifter sig och får barn. När Ifemelu återvänder hem är det oundvikligt att de återupptar sin förbindelse. Där ställs de inför sitt livs svåraste beslut. 

## Utmärkelser
- National Book Critics Circle Award, 2013 (kategorin skönlitteratur)
- Listad som en av New York Times topp 10 böcker år 2013[2]
- The Chicago Tribune Heartland Prize, 2013 (kategorin skönlitteratur)
- Vinnare av "One Book, One New York" kampanjen, 2017